# 145 a.C.

## Eventos
- Quinto Fábio Máximo Emiliano e Lúcio Hostílio Mancino, cônsules romanos.
- Oitavo ano da Guerra Lusitana na Península Ibérica.
  - Fábio Máximo Emiliano derrota Viriato, mas não consegue capturá-lo. O líder lusitano foge para Numância.
- Batalha de Antioquia (145 a.C.), quarto ano da 158a olimpíada.[1]

## Mortes
- Ptolemeu VI Filómetor do Egito.[1]
- Alexandre Balas, pretendente ao Império Selêucida.[1]